# مسافرون
مسافرون هو برنامج تلفزيوني يذيعه الداعية الإسلامي السعودي محمد العريفي.

## الموسم الخامس
بُث الموسم الخامس من البرنامج في قناة أل بي سي.
وبعدها توقف برنامج مسافرون ولكن حقق أعلى نسبة مشاهدة ولكن يتمنى ان يتم استمراره بموسم كثيرة

## الموسم السادس
يبث الموسم السادس من البرنامج في روتانا خليجية وقناة الرسالة.

### تاريخ العرض
يبث يوميا طيلة رمضان 1432 ه/2011 م في قناة الرسالة في 05:00 مساء بتوقيت مكة المكرمة. ويعاد في 01:00 صباحا و 10:30 صباحا بتوقيت مكة المكرمة.

## وصلات خارجية
- الموقع الرسمي لمحمد العريفي